# Ligidium herzegowinensis
Ligidium herzegowinensis là một loài chân đều trong họ Ligiidae. Loài này được Verhoeff miêu tả khoa học năm 1901.